# 英格蘭的瑪格麗特
英格蘭的瑪格麗特（英語：Margaret of England，1240年9月29日—1275年2月26日），蘇格蘭王后，英格蘭國王亨利三世的女兒。

## 家庭
1251年，瑪格麗特與蘇格蘭國王亞歷山大三世結婚，兩人共有2子1女：
1. 瑪格麗特（1261年—1283年）
2. 亞歷山大（英语：Alexander, Prince of Scotland）（1264年—1284年）
3. 大衛（1272年—1281年），夭折